# Лозиці (Підляське воєводство)
Лозиці (пол. Łozice) — село в Польщі, у гміні Гайнівка Гайнівського повіту Підляського воєводства.
У 1975-1998 роках село належало до Білостоцького воєводства.